# هارفي ليفين
هارفي ليفين (بالإنجليزية: Harvey Levin)‏ هو محامي أمريكي، ولد في 2 سبتمبر 1950 في لوس أنجلوس في الولايات المتحدة.

## وصلات خارجية
- هارفي ليفين على موقع IMDb (الإنجليزية)
- هارفي ليفين على موقع ميوزك برينز (الإنجليزية)
- هارفي ليفين على موقع إن إن دي بي (الإنجليزية)
- هارفي ليفين على موقع قاعدة بيانات الفيلم (الإنجليزية)